# Courante uyt Italien, Duytslandt, &c.

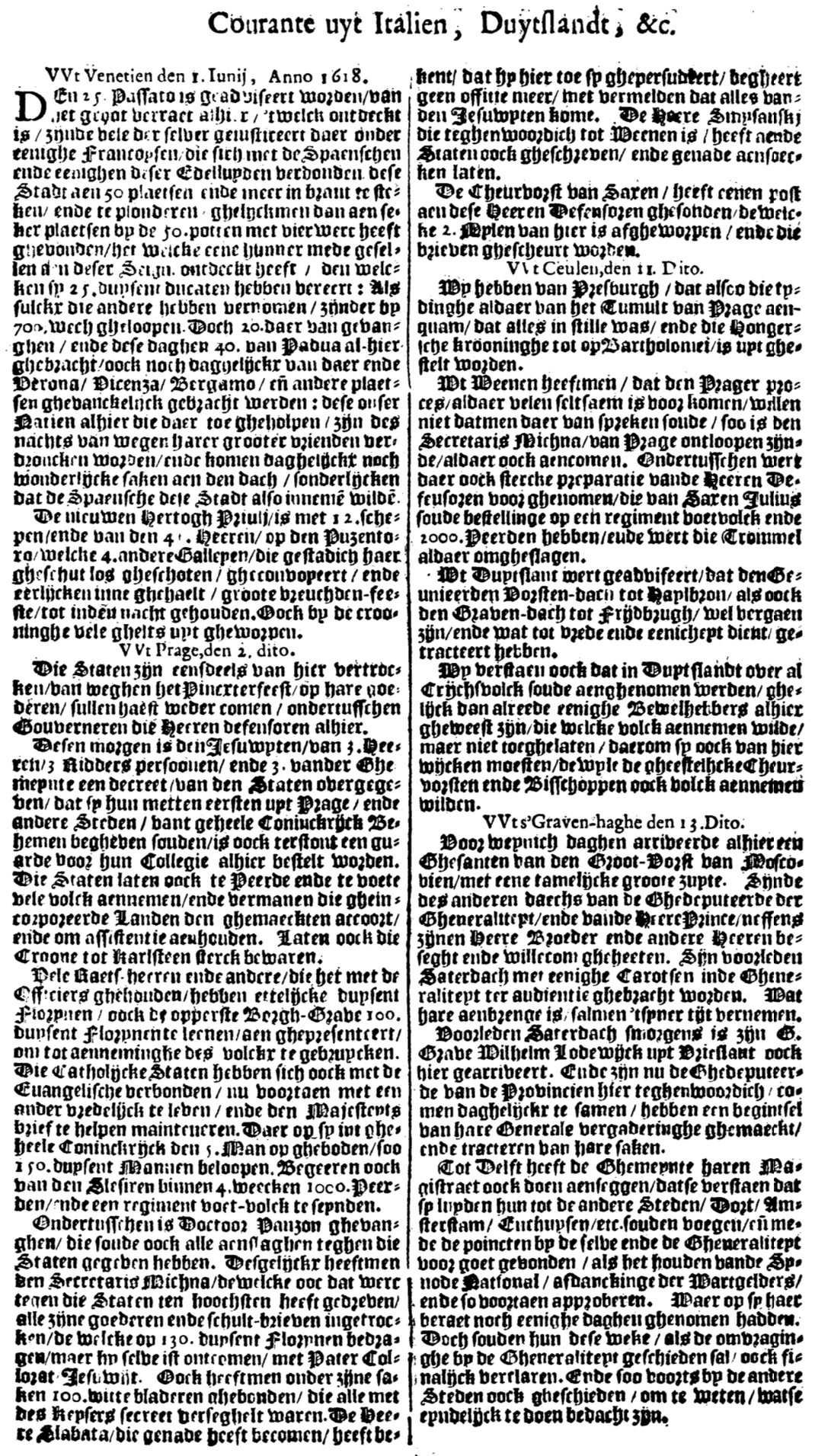
Exemplaar van de krant d.d. juni 1618

Courante uyt Italien, Duytslandt, &c. was de eerste krant in Nederland in de Nederlandse taal. Hij werd gepubliceerd in juni 1618 in Amsterdam. Het was een publicatie die wekelijks verscheen.

## Productie
De krant geeft niet aan wie de drukker of de uitgever was, maar het vermoeden is dat hij werd gedrukt door Joris Veseler (ca. 1589-1624) en geredigeerd en uitgegeven door Caspar van Hilten (? - ca. 1623). De exacte publicatiedatum is niet bekend, maar de datums bij de nieuwsartikelen suggereren dat hij gedrukt werd tussen 14 en 18 juni 1618.
De eerste exemplaren van de Courante werden gedrukt op één kant van een vel papier in folioformaat. Dat betekent dat een groot vel werd gevouwen en op de vouw werd gesneden om 4 pagina's te krijgen. Pas in 1619 werd informatie als serienummer, datum of de naam van de uitgever vermeld. Het bedrukken van beide kanten van het papier begon in 1620.
Het enige nog bestaande exemplaar van de eerste uitgave is te vinden in de Kungliga Biblioteket in Stockholm. Het werd daar pas ontdekt in 1938; pas toen kon de datum van de oudste Nederlandstalige krant worden bijgesteld. Latere uitgaven zijn te vinden in de Koninklijke Bibliotheek in Den Haag. Deze zijn digitaal beschikbaar via Delpher.
Twee jaar na begonnen te zijn met de Courante drukte Veseler de eerste krant in het Engels voor de uitgever Pieter van den Keere op hetzelfde formaat als de Courante. De Courante verscheen tot omstreeks 1672 en werd daarna met de Ordinarisse Middel-Weeckse Courant en de Ordinaris Dingsdaegse Courant gefuseerd tot de Amsterdamse Courant, die uiteindelijk in 1903 zou opgaan in De Telegraaf.

## Redactionele opzet
Hoewel de Courante niet de eerste publicatie was die nieuws bracht, was het wel de eerste die gebruik maakte van typografische conventies die sindsdien met krantenpublicaties worden geassocieerd. De tekst werd gezet in twee kolommen, gescheiden door een 'goot' met een verticale lijn in het midden. Tussenkopjes waren er niet, wel werden alinea's aangegeven door in te springen. De tekst binnen de kolom werd volledig opgevuld en Romeins zetsel werd gebruikt om onderwerpen van elkaar te scheiden. Andere vroege 'kranten' gebruikten deze typografische kenmerken nog niet; die zijn daarom eerder te kenmerken als nieuwsboeken of pamfletten.
De krant staat in een traditie van nieuwsbladen uit die tijd. Doorgaans waren de berichten vertalingen van verslagen die gebeurtenissen uit andere streken tot onderwerp hadden; de titel van de Courante geeft dat ook weer. Het nieuws was, door de distributiebeperkingen die het vervoer van die tijd met zich meebracht, ook niet nieuw naar onze begrippen: de voorpagina brengt een bericht:
VVt Venetien den i Junij, Anno 1618.
Het eerste exemplaar bracht nieuws uit o.a. Venetië, Keulen en Praag in twee kolommen tekst. Maar ook bleek in Den Haag "voor weynich daghen" hoog bezoek te zijn gearriveerd:
...een Ghesanten van den Groot-Vorst van Moscovien met eene tamelijcke groote zuyte [gevolg].